# Парагуасу, Эзекиел
Эзекиел Дутра Парагуасу (порт.-браз. Ezequiel Dutra Paraguaçu; род. 4 ноября 1963) — бразильский дзюдоист, представитель полусредней весовой категории. Выступал за национальную сборную Бразилии по дзюдо во второй половине 1980-х — первой половине 1990-х годов. Участник двух летних Олимпийских игр, панамериканский чемпион, победитель Кубка мира, победитель и призёр многих турниров национального и международного значения.

## Биография
Родился 4 ноября 1963 года. Практиковал дзюдо в клубе единоборств, расположенном во Фламенго, одном из исторических районов Рио-де-Жанейро.
Первого серьёзного успеха на взрослом международном уровне добился в сезоне 1986 года, когда вошёл в состав бразильской национальной сборной и побывал на открытом чемпионате США в Корорадо-Спрингс, откуда привёз награду серебряного достоинства, выигранную в полусредней весовой категории. Благодаря череде удачных выступлений удостоился права защищать честь страны на летних Олимпийских играх 1988 года в Сеуле — выиграл здесь два первых поединка, после чего на стадии четвертьфиналов потерпел поражение от немца Торстена Брехота. В утешительной встрече за третье место уступил венгру Жолту Жолдошу.
В 1990 году Парагуасу одержал победу на панамериканском чемпионате в Каракасе и завоевал бронзовую медаль на этапе Кубка мира в Леондинге. Год спустя на этапе мирового кубка в том же Леондинге стал серебряным призёром. Ещё через год добавил в послужной список серебро с панамериканского чемпионата в Онтарио, бронзу с Кубка Чехии и международного турнира класса «А» в Будапеште, тогда как на Кубке мира в Леондинге занял на сей раз первое место. Находясь в числе лидеров дзюдоистской команды Бразилии, благополучно прошёл отбор на Олимпийские игры 1992 года в Барселоне — выиграл свой стартовый поединок, но на стадии 1/8 финала проиграл корейцу Ким Бёнджу и лишился тем самым всяких шансов на попадание в число призёров.
После барселонской Олимпиады ещё в течение некоторого времени оставался в основном составе бразильской национальной сборной и продолжал принимать участие в крупнейших международных турнирах. Так, в 1993 году на этапе Кубка мира в Леондинге он завоевал серебряную медаль. В 1994 году представлял страну на международном турнире в итальянском городе Сассари и занял здесь первое место в полусреднем весе.
После завершения карьеры профессионального спортсмена эмигрировал в Швейцарию, где проживал около 19 лет.
Неоднократно встречался в поединках с представителями бразильского джиу-джитсу и часто побеждал их с помощью необычного удушающего приёма Содэ Гурума Дзимэ. С тех пор в БЖЖ и смешанных единоборствах этот приём называется в его честь «удушением Эзекиела».